# Brachytarsomys albicauda
Brachytarsomys albicauda és una espècie de mamífer rosegador de la família dels nesòmids. És endèmic de Madagascar. Es tracta d'un animal nocturn i arborícola. El seu hàbitat natural són els boscos. Està amenaçat per la desforestació causada per l'expansió de l'agricultura, la producció de carbó vegetal i els incendis forestals. El seu nom específic, albicauda, significa ‘cua blanca’ en llatí.